# Ланкастер Тауншип (округ Батлер, Пенсільванія)
Ланкастер Тауншип (англ. Lancaster Township) — селище (англ. township) в США, в окрузі Батлер штату Пенсільванія. Населення — 2745 осіб (2020).

## Демографія
Згідно з переписом 2010 року, у селищі мешкали 2532 особи в 953 домогосподарствах у складі 757 родин. Було 1008 помешкань
Расовий склад населення:
| - 98,5 % — білих - 0,4 % — азіатів - 0,3 % — чорних або афроамериканців |

До двох чи більше рас належало 0,8 %. Частка іспаномовних становила 0,7 % від усіх жителів.
За віковим діапазоном населення розподілялося таким чином: 22,9 % — особи молодші 18 років, 63,2 % — особи у віці 18—64 років, 13,9 % — особи у віці 65 років та старші. Медіана віку мешканця становила 44,7 року. На 100 осіб жіночої статі у селищі припадало 104,5 чоловіків;  на 100 жінок у віці від 18 років та старших — 104,1 чоловіків також старших 18 років.
Середній дохід на одне домашнє господарство  становив 85 156 доларів США (медіана — 70 313), а середній дохід на одну сім'ю — 91 961 долар (медіана — 75 046). Медіана доходів становила 56 708 доларів для чоловіків та 41 771 долар для жінок. За межею бідності перебувало 5,5 % осіб, у тому числі 4,7 % дітей у віці до 18 років та 2,0 % осіб у віці 65 років та старших.
Цивільне працевлаштоване населення становило 1382 особи. Основні галузі зайнятості: науковці, спеціалісти, менеджери — 14,0 %, роздрібна торгівля — 13,6 %, фінанси, страхування та нерухомість — 11,6 %, освіта, охорона здоров'я та соціальна допомога — 10,9 %.